# Byłem asystentem doktora Mengele
Byłem asystentem doktora Mengele – książka Miklosa Nyiszli, węgierskiego Żyda, z zawodu lekarza, opisująca pobyt autora w obozie Auschwitz podczas II wojny światowej. W Polsce po raz pierwszy ukazała się w 1966 pt. Pracownia doktora Mengele.

## Okoliczności powstania
Książka to wspomnienia Nyiszli z okresu jego pobytu w Auschwitz, kiedy to ze względu na swoją znajomość anatomopatologii, studia w Niemczech i biegłość w języku niemieckim był asystentem słynnego zbrodniarza – lekarza SS doktora Mengele. Nyiszli przeżył wojnę i powrócił do Rumunii, a swoje wspomnienia z okresu pobytu w obozie spisał i wydał w języku węgierskim w 1946 roku. 

## Fabuła
Tematem książki jest ludobójstwo jakie miało miejsce w obozie Auschwitz, zbrodnicze eksperymenty SS na więźniach oraz niektóre inne historyczne epizody z okresu funkcjonowania obozu takie jak bunt w sonderkommando lub  ewakuacja lagru, widziane z perspektywy żydowskiego lekarza-więźnia – inteligentnego i wrażliwego obserwatora.

Ja, niżej podpisany, dr Miklós Nyiszli, lekarz, były więzień obozu koncentracyjnego w Oświęcimiu, oświadczam, że jako bezpośredni świadek, zatrudniony w krematorium oraz przy stosach Brzezinki, gdzie ogień strawił miliony ciał ojców, matek i dzieci, napisałem swoją relację o tej najciemniejszej karcie historii ludzkości zgodnie z rzeczywistością, nie powodowany żadną namiętnością, bez przesady i koloryzowania.

## Wpływy kulturowe
- W 1998 książka stała się podstawą dla Jamesa C. Walla do napisania dwuaktowej sztuki teatralnej pt. Auschwitz lullaby[3].

- W 2001 na jej podstawie powstał film pt. Szara strefa (The Grey Zone)[4].